# 小縣郡
小縣郡（日语：／ Chiisagata gun */?）是長野縣的一郡。
現管轄有以下1町1村。
- 長和町
- 青木村